# Индо-тихоокеанский электрический скат
Индо-тихоокеанский электрический скат (лат. Torpedo panthera) — вид скатов рода гнюсов семейства гнюсовых отряда электрических скатов. Это хрящевые рыбы, ведущие донный образ жизни, с крупными, уплощёнными грудными и брюшными плавниками, образующими диск, коротким и толстым хвостом, двумя спинными плавниками и хорошо развитым хвостовым плавником. Подобно прочим представителям своего семейства способны генерировать электрический ток. Обитают в западной части Индийского океана на глубине до 110 м. Максимальная зарегистрированная длина 110 см. Размножаются яйцеживорождением. Не представляют интереса для коммерческого рыболовства.

## Таксономия
Впервые новый вид был описан в 1831 году. Голотип представляет собой взрослого самца длиной 28,1 см, пойманного в Красном море. Вид назван в честь сотрудника Австралийского музея Ф. Э. МакНейла, который собрал голотип и зарисовал его.

## Ареал
Индо-тихоокеанские электрические скаты обитают в западной части Индийского океана, в том числе в Красном море, Аденском заливе, Аравийском море, в Оманском и Бенгальском заливах, у побережья Джибути, Египта, Эритреи, Индии, Ирана, Омана, Пакистана, Саудовской Аравии, Сомали, Судана и Йемена. Они встречаются на песчаном и илистом дне континентального шельфа на глубине 110 м.

## Описание
Грудные плавники этих скатов формируют почти овальный диск, ширина которого меньше длины. По обе стороны головы сквозь кожу проглядывают электрические парные органы в форме почек. Позади маленьких глаз расположены брызгальца. На нижней стороне диска имеются пять пар жаберных щелей.
Хвост короткий и толстый, оканчивается небольшим треугольным хвостовым плавником. Два небольших спинных плавника более менее закруглены и сдвинуты к хвосту. Первый спинной плавник немного крупнее второго. Его основание расположен над или перед задней границей брюшных плавников. Края брызгалец покрывают 7 пальцевидных отростков. Расстояние между спинными плавниками равно дистанции между задним краем второго спинного плавника и основанием хвостового плавника. Окраска рыже-коричневого цвета с многочисленными белыми пятнышками. Максимальная зарегистрированная длина 110 см.

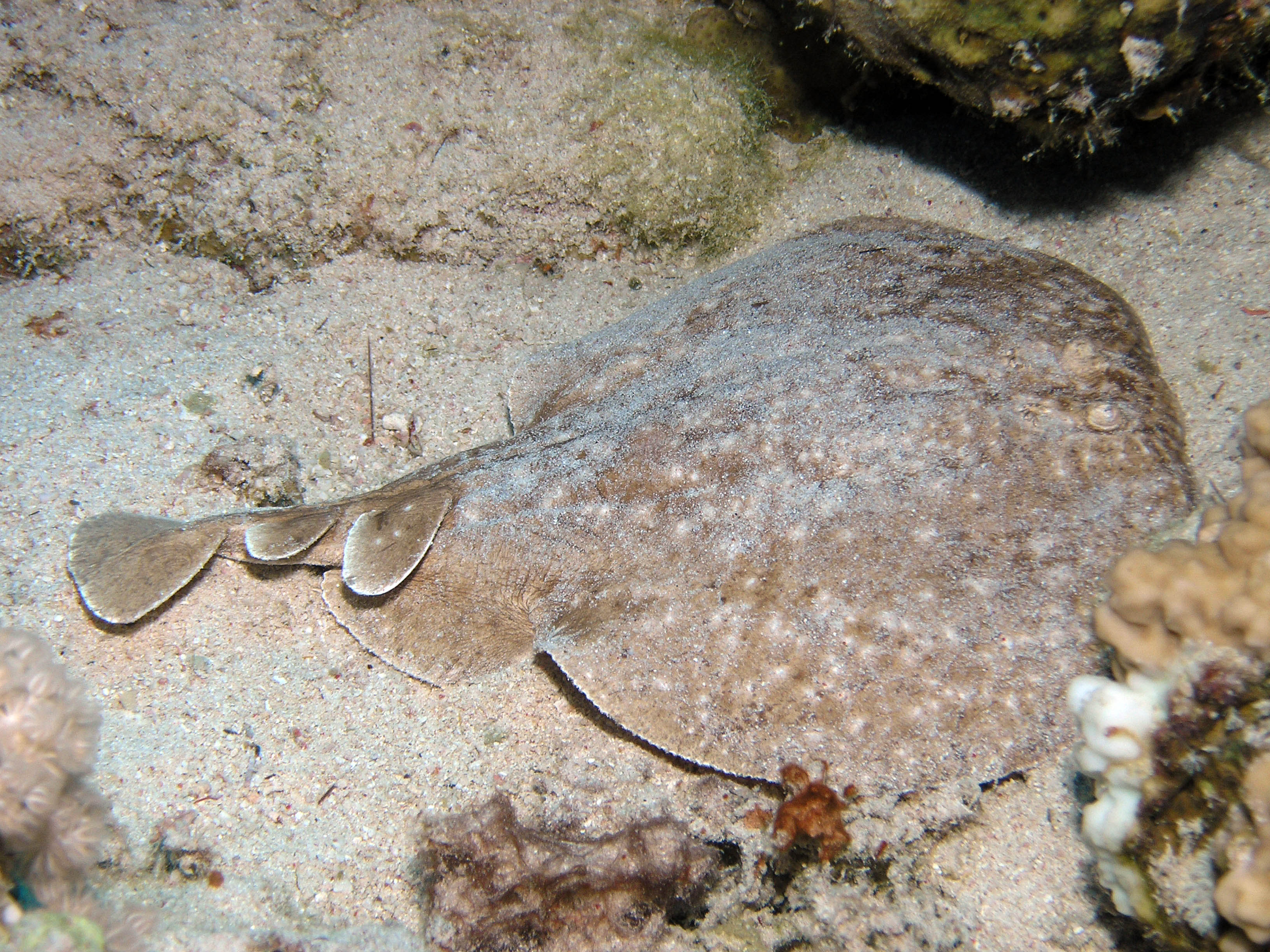

## Биология
Подобно прочим представителям своего отряда индо-тихоокеанские электрические скаты способны генерировать электричество. Они размножаются яйцеживорождением.

## Взаимодействие с человеком
Эти скаты не представляют интереса для коммерческого рыболовства. В качестве прилова они могут попадаться при коммерческом донном лове. В их ареале ведётся интенсивный промысел, в частности, креветок. Согласно оценке Красной книги МСОП, вид имеет статус вымирающего.